# Varronia martinicensis
Varronia martinicensis är en strävbladig växtart som beskrevs av Nikolaus Joseph von Jacquin. Varronia martinicensis ingår i släktet Varronia och familjen strävbladiga växter. Inga underarter finns listade i Catalogue of Life.